# ダイアナ・マーセラス
ダイアナ・マーセラス（Diana Marcellas、1951年 - ）は、アメリカ合衆国のファンタジー作家。アリゾナ州パイントップ在住。
かつてホワイト・マウンテン・アパッチ・インディアン居留地で、法律扶助の地域マネージャーとして働きながら執筆を行っていた。現在はノースランド・パイオニア・カレッジにおいて、歴史とリーガル・アドボカシーをパートタイムで教えている。
変名にてSF作品の出版経験もある。

## 作品リスト

### シャーリアの魔女 (Shari'a witch)
- 海より生まれし娘 (Mother Ocean, Daughter Sea 2001)
- 夢の灯りがささやくとき (The Sea Lark's Song 2002)
- 夜明けをつげる森の調べ (Twilight Rising,serpent's Dream 2004)